# Thomas, Earl of Atholl
Thomas, Earl of Atholl (auch Thomas of Galloway) († 1231) war ein schottischer Magnat.

## Herkunft und Besitzungen
Thomas of Galloway war ein jüngerer Sohn von Roland, Lord of Galloway und von dessen Frau Helen de Morville. Er hatte einen älteren Bruder, Alan, und zwei Schwestern. Von diesen heiratete Ada  den schottischen Adligen Walter Bisset aus Aboyne und Dervorguilla den englischen Baron Nicholas de Stuteville († 1233) aus Liddel. 

## Dienst für den englischen König
Sein Vater starb 1200, worauf Thomas Bruder Alan den Großteil von dessen Ländereien erbte. Thomas erhielt einen Teil von Galloway, wobei jedoch nicht bekannt ist, wie umfangreich der Besitz war. Sein Besitz reichte jedoch aus, um von 1204 bis 1205 eine Flotte aus Langbooten aufzustellen. Diese Flotte vermietete Thomas an den englischen König Johann Ohneland, der sie für seinen für 1205 geplanten, dann jedoch abgesagten Feldzug in die Normandie nutzen wollte. 1206 benutzte der König die Schiffe dann für seinen Feldzug ins Poitou, an dem Thomas wahrscheinlich teilnahm. Vor 1207 stand Thomas dann im Dienst des englischen Königs in Irland. Vermutlich für diese Unterstützung erhielt er von Johann Ohneland Besitzungen in Nord- und Westengland. Wohl zwischen 1205 und 1209 beging Thomas in York eine Vergewaltigung oder einen Raub. Für dieses Verbrechen wurde er auf Verlangen des schottischen Königs Wilhelm des Löwen 1212 begnadigt.

## Aufstieg in Schottland durch die Heirat mit der Erbin des Earls of Atholl
Um 1209 kehrte Thomas nach Schottland zurück, worauf er seine englischen Besitzungen wieder verlor. Um 1209 heiratete er  Isabella, die Erbin von Henry, 3. Earl of Atholl. Durch diese Heirat erwarb er Anspruch auf den Titel Earl of Atholl. Möglicherweise gehörte die Hochzeit zu den Bedingungen des 1209 geschlossenen Vertrags von Norham, den der schottische König mit Johann Ohneland schließen musste. Vielleicht hatte Thomas dem englischen König auch Geld gezahlt, damit er sich für die Hochzeit einsetzte. Das Geld musste sich Thomas vermutlich bei den Mönchen von Coupar Angus Abbey leihen. Nachdem Thomas in den Besitz von Atholl gekommen war, gab er dem Kloster Landbesitz in der Grafschaft, vermutlich als Rückzahlung für seine Schulden. Am 7. Januar 1210 wird Thomas erstmals als Earl of Atholl bezeichnet. Seine Schwägerin, die jüngere Tochter von Earl Henry of Atholl, bestritt das Recht von Thomas, doch ihr Einspruch wurde vom schottischen König zurückgewiesen.

## Dienst für die schottische Krone
Als Earl of Atholl war Thomas zu einem der führenden Magnaten des Reiches aufgestiegen und unterstützte den König. Wie sein Bruder Alan verfolgte er aber auch eigene Ziele, vor allem in Irland. 1211 war Thomas einer der Führer des schottischen Heeres, dass die Rebellion von Guthred Macwilliam in Ross niederschlagen sollte. Im Dezember 1214 gehörte er zu den schottischen Magnaten, die nach dem Tod des alten Königs seinen Sohn Alexander zur Inthronisation nach Scone führten. Im Juni 1221 unterstützte er den Feldzug von König Alexander II. nach Argyll.

## Engagement in Irland
1212 führte Thomas einen ersten Feldzug gegen den irischen Lord Áed Ó Néill in Ulster, der mit den Macwilliams verbündet war. Diesem Feldzug nach Irland folgten noch weitere, worauf er 1214 Coleraine Castle errichtete. 1212 oder 1214 plünderte Thomas zusammen mit König Ragnvald von Man das nordirische Derry. Dazu wurde er auch von Ruairi, dem halbautonomen Lord of Kintyre unterstützt. Diese Angriffe auf Nordirland müssen in Zusammenhang mit dem 1212 zwischen England und Schottland geschlossenen Vertrag von Durham gesehen werden. Mit Sicherheit fanden sie die Billigung des schottischen Königs Wilhelm. Doch auch dem englischen König Johann Ohneland dienten offenbar die Angriffe von Thomas, denn er gab ihm ein kleines Lehen in Ulster. Dieses Lehen wurde im Juni 1215 zu einer Baronie mit dem Mittelpunkt Coleraine wesentlich erweitert. Dazu übertrug ihm Johann Ohneland die Verwaltung von Antrim Castle. Mit diesen Gunstbeweisen versuchte Johann Ohneland wohl die Unterstützung von Thomas in seinem Konflikt mit den englischen Baronen gewinnen. Als aber wenig später der schottische König Alexander II. auf der Seite der rebellischen Barone in den Krieg der Barone in England eintrat, wurde er von Alan und Thomas of Galloway unterstützt. Vor dem 19. Juni 1219 huldigte Thomas dem neuen englischen König Heinrich III. und schwor ihm die Treue, wofür ihm der König wieder als rechtmäßigen Besitzer seiner irischen Besitzungen anerkannte. Während der Kämpfe gegen den aufsässigen Magnaten Hugh de Lacy erhielt Thomas jedoch im Juli 1222 den Befehl, Antrim zu übergeben, und vor 1224 wurde Coleraine Castle von Ó Néill zerstört. Hugh de Lacy hatte unter Johann Ohneland seine Besitzungen verloren und eroberte sie nun zurück. Die englische Regierung hoffte, dass Thomas sie im Kampf gegen de Lacy unterstützen würde. Er erhielt Geld und Landbesitz in Irland, den er bis zur Rückeroberung von Coleraine behalten durfte. Dennoch konnte de Lacy den Großteil der irischen Besitzungen von Thomas erobern. Als die englische Regierung sich 1226 mit Hugh de Lacy einigen konnte, versuchte sie offenbar in Verhandlungen halbherzig zu erreichen, dass Thomas seine irischen Besitzungen zurückerhielt. 1227 brach de Lacy den Waffenstillstand und eroberte offenbar alle irischen Besitzungen von Thomas und dessen Bruder Alan.

## Unterstützung seines Bruders im Kampf um Man
Thomas konnte zu Beginn der 1220er Jahre seine irischen Besitzungen nicht verteidigen, weil er zur selben Zeit zusammen mit seinem Bruder in den Machtkampf zwischen Ragnvald von Man und dessen Halbbruder Olaf um die Insel Man verwickelt war. 1221 zerstörte die Flotte von Thomas eine Flotte von Olaf vor der irischen Küste. Dann schlugen seine Truppen den irischen Lord Diarmait Ó Conchobhair, der gegen einen Verbündeten des englischen Königs die Krone von Connacht beanspruchte. Als Ragnvald 1226 von Olaf von Man vertrieben wurde, bat er Thomas und Alan of Galloway um Unterstützung. 1228 unterstützte Thomas seinen Bruder Alan, als dieser auf Man landete, um den vertriebenen Ragnvald wieder auf den Thron zu bringen. Nach dem Tod von Ragnvald 1229 zog sich Thomas aber aus dem Konflikt zurück. Vor Juli 1230 waren seine Schiffe wieder im Dienst des englischen Königs, der einen Feldzug in die Bretagne führte.

## Tod
Thomas starb möglicherweise nach einem Turnierunfall, denn 1252 wurde Patrick, ein Ritter im Dienst des Earl of Dunbar und Sohn von Constantine of Goswick, vom englischen König Heinrich III. begnadigt, weil er für den Tod von Thomas of Galloway verantwortlich war. Thomas wurde in Coupar Angus Abbey beigesetzt.

## Ehen und Nachkommen
Thomas hatte vor 1207 oder 1208 eine namentlich unbekannte Frau geheiratet, mit der er einen Sohn hatte. Diesen Sohn musste er 1213 in England als Geisel stellen. Mit seiner zweiten Frau Isabella, der Tochter von Henry, 3. Earl of Atholl, hatte er zwei Söhne, von denen der jüngere, Patrick, das Erwachsenenalter erreichte. Daneben hatte er einen unehelichen Sohn namens Alan. Maduff, ein weiterer Sohn von Thomas, war entweder der Sohn aus seiner ersten Ehe oder ein weiterer unehelicher Sohn. Sein Erbe wurde sein Sohn Patrick, der bei seinen Tod noch minderjährig war. Wer während seiner Minderjährigkeit die Verwaltung von Atholl übernahm, ist unbekannt. Thomas Witwe Isabella überlebte ihn, sie starb vor 1242.